# Małgorzata Michel
Małgorzata Michel – polska pedagożka, doktor habilitowana nauk społecznych, profesor Uniwersytetu Jagiellońskiego w Instytucie Pedagogiki Wydziału Filozoficznego UJ, mediatorka, steeetworkerka, działaczka społeczna i aktywistka.

## Życiorys
W 2000 ukończyła studia pedagogiczne na Uniwersytecie Jagiellońskim. W 2005 na tej samej uczelni obroniła pracę doktorską Efektywność oddziaływania lokalnego systemu resocjalizacji na dewiacyjne grupy rówieśnicze, napisaną pod kierunkiem Bronisława Urbana. W 2017 habilitowała się na podstawie rozprawy zatytułowanej Gry uliczne w wykluczenie społeczne w przestrzeni miejskiej. Perspektywa resocjalizacyjna. Pracowała w Zakładzie Pedagogiki Szkoły Wyższej i Polskiej Myśli Pedagogicznej Uniwersytetu Jagiellońskiego. Następnie związała się z Pracownią Metodologii Badań Społecznych i Analizy Danych w Instytucie Pedagogiki UJ. Została Pełnomocniczką Kierownika studiów doktoranckich w Instytucie Pedagogiki UJ.
Jej zainteresowania badawcze koncentrują się wokół edukacji, wychowania oraz terapii dzieci i młodzieży wykluczonych oraz społecznie niedostosowanych. Zajmowała się m.in. badaniem lokalnego systemu profilaktyki i resocjalizacji osób nieletnich oraz tworzenia bezpiecznej przestrzeni w programach profilaktyki zachowań ryzykownych, a także studia w nurcie urban studies w kontekście działań miejskich gangów dziecięcych i młodzieżowych. Opublikowała cztery monografie oraz ponad czterdzieści artykułów w pracach zbiorowych i wydawnictwach pokonferencyjnych. Współtworzyła szereg ogólnopolskich i międzynarodowych projektów profilaktycznych dotyczących społeczności lokalnych. Współorganizatorka akcji „Pedagodzy UJ dla Ukrainy”.
Jest opiekunką naukową Koła Naukowego Pedagogów Resocjalizacyjnych Instytutu Pedagogiki Uniwersytetu Jagiellońskiego, koordynatorką Sekcji Badań Jakościowych przy Kole Naukowym Pedagogów Resocjalizacyjnych IP UJ, kierowniczką studiów podyplomowych ze streetworkingu. Była kierowniczką Międzywydziałowego Koła Społecznej Inicjatywy Narkopolityki. Sprawuje opiekę naukową nad czasopismem Reska. ResUJ z nami.

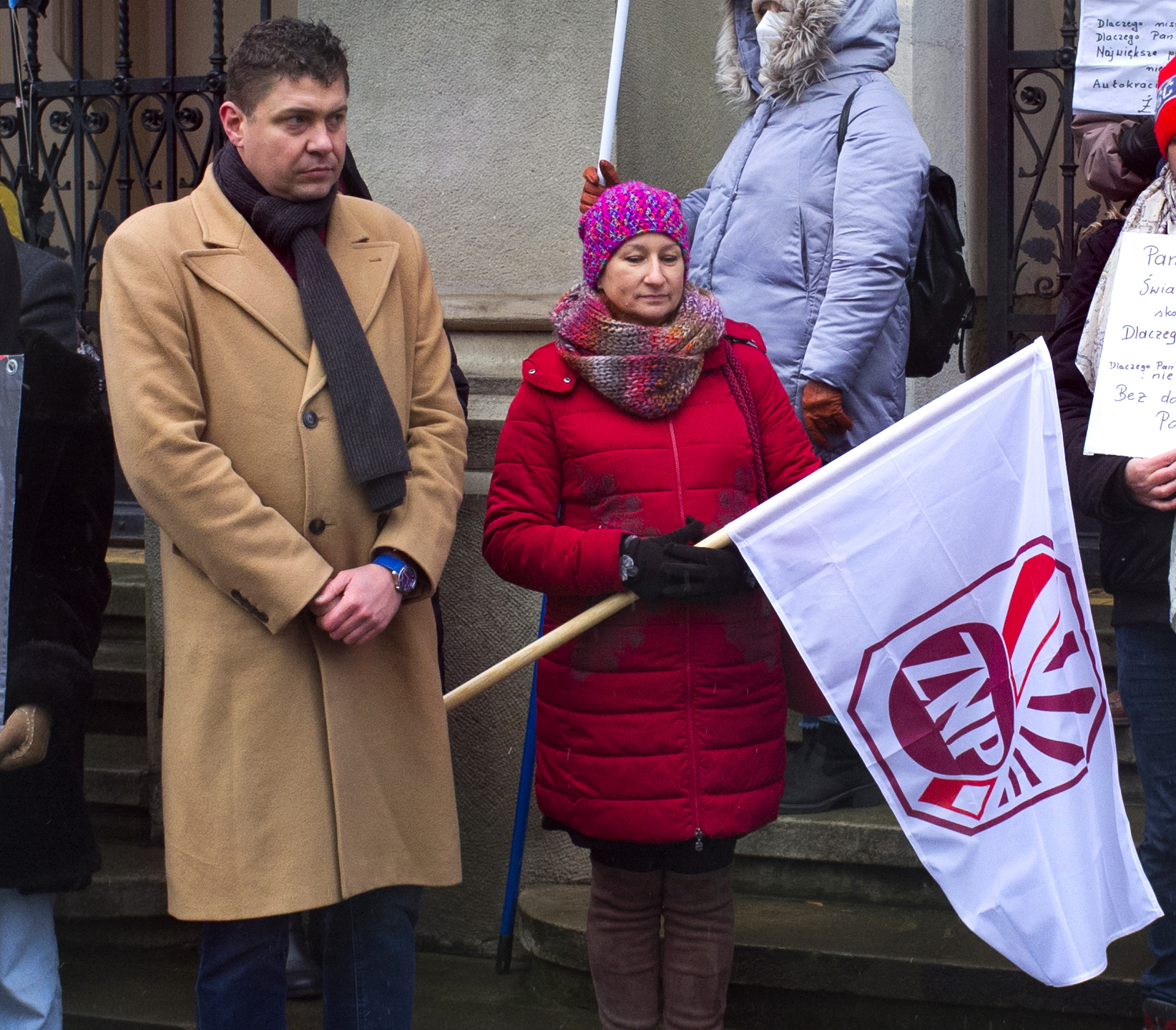
Paweł Sękowski (z lewej) i Małgorzata Michel (z flagą ZNP) podczas protestu za podwyżkami płac w szkolnictwie wyższym, grudzień 2021

Została wybrana na członkinię Polskiego Towarzystwa Pedagogicznego, Zespołu Pedagogiki Resocjalizacyjnej Komitetu Nauk Pedagogicznych PAN oraz Ludowego Towarzystwa Naukowo-Kulturalnego. Współpracowała jako ekspertka z organizacjami pozarządowymi i streetworkerami w Polsce. Była autorką szeregu szkoleń z zakresu profilaktyki zachowań ryzykownych skierowanych do nauczycieli, pedagogów, wychowawców, pracowników socjalnych, rodziców i młodzieży. Współpracowała przy organizacji festiwalu profilaktycznego Juchy Soundsystem „Zażywam tylko dźwięków” oraz koordynowała strefę bezpieczeństwa i profilaktyki społecznej na Cieszanów Rock Festiwal. Była ekspertką metodologiczną w projekcie „Czytanie miasta” w ramach Wrocław Europejska Stolica Kultury 2016.
Mieszka w Krzeszowicach. Uprawia turystykę rowerową, a doświadczenia zdobyte przez nią wykorzystuje także w pracy badawczej i akademickiej.

## Publikacje

### Monografie
- Streetworking – aspekty teoretyczne i praktyczne; Wydawnictwo Uniwersytetu Jagiellońskiego, Kraków, 2011.
- Lokalny system profilaktyki społecznej i resocjalizacji nieletnich; Wydawnictwo Pedagogium, Warszawa, 2013.
- Gry uliczne w wykluczenie spoleczne w przestrzeni miejskiej. Perspektywa resocjalizacyjna; Wydawnictwo Uniwersytetu Jagiellońskiego, Kraków 2016.
- Pałacowe dzieci; Wydawnictwo Uniwersytetu Jagiellońskiego, Kraków, 2020[9].

## Wyróżnienia
- Nagroda im. Janusza Korczaka w kategorii „lokalni liderzy edukacji” w konkursie organizowanym przez Uczelnię Korczaka (2022)[10][11]
- Nominacja do Nagrody naukowej im. Profesor Ireny Lepalczyk przyznawanej przez Łódzkie Towarzystwo Naukowe za prace badawcze z pedagogiki społecznej; za książkę Pałacowe dzieci (2022)[12]